# K-1 ROMANEX
ROMANEX 格闘技世界一決定戦（ロマネックス かくとうぎせかいいちけっていせん）は、日本の総合格闘技大会。2004年5月22日、埼玉県さいたま市のさいたまスーパーアリーナで開催された。K-1主催で開催され、2005年に旗揚げされるHERO'Sの前身大会となった。

## 大会概要
2003年12月31日の格闘技イベントK-1 PREMIUM 2003 Dynamite!!で行われた「K-1軍 vs. 新日本プロレス＆猪木軍」の2試合を発展させる形で、「K-1軍 vs. 猪木軍」の5カード（第1、2、4、8、9試合）を軸に対戦カードがラインナップされた。2003年の大晦日にはK-1とTBSを離れて、日本テレビで格闘技イベントINOKI BOM-BA-YEの側にまわったアントニオ猪木が登場し、恒例の「1、2、3、ダーッ!」の挨拶を行った。ROMANEXの大会名のROMANEXはRomanとExtraの造語であり、これは猪木がよく使う「戦いのロマン」から取られたものと説明されている。
テレビ放送はTBS系で2時間枠で録画中継を行われ、平均視聴率はビデオリサーチ調べで13.7%であり、運営のFEGは「大健闘」と評価した。一方、主催者発表では14,918人満員札止めであった観客動員も一部では実際には不入りであったことが伝えられた。大会直後にイベントプロデューサーの谷川貞治は2004年中に2回から3回の大会を開催に向けた意欲を語っていたが、ROMANEXとしては単発のイベントに終わった。冠スポンサーは、パチンコ器機メーカーのフィールズ。
2005年にROMANEXを引き継ぐ形でTBS主催、FEG運営の総合格闘技イベントHERO'Sが開始。HERO'Sは元リングスの前田日明がスーパーバイザーに起用され、それまでPRIDEやINOKI BOM-BA-YEを通じて格闘技イベントのシンボル的な役割を担って来たアントニオ猪木はROMANEXをもって総合格闘技からいったんフェードアウトする形となった。HERO'Sでは危険として禁止されていたサッカーボールキックや4点ポジションでの膝蹴りはこの大会では認められており、メインイベントの藤田和之vsボブ・サップではサッカーボールキックがフィニッシュとなった。

## 試合結果
オープニングファイト ROMANEXルール 5分2R
○  グラディエーター vs.  アントニー・ハードンク ×
2R終了 判定3-0
第1試合 ROMANEXルール 5分3R
○  ブルー・ウルフ vs.  トム・ハワード ×
2R 4:44 TKO（タオル投入：グラウンドの膝蹴り）
第2試合 ROMANEXルール 5分3R
○  LYOTO vs.  サム・グレコ ×
3R終了 判定2-1
第3試合 ROMANEXルール 5分3R
○  ゲーリー・グッドリッジ vs.  ザ・プレデター ×
1R 1:22 KO（左フック→パウンド）
第4試合 ROMANEXルール 5分3R
○  ジョシュ・バーネット vs.  レネ・ローゼ ×
1R 2:15 KO（マウントパンチ）
第5試合 ROMANEXルール 5分3R
○  須藤元気 vs.  ホイラー・グレイシー ×
1R 3:40 KO（膝蹴り→パウンド）
第6試合 ROMANEXルール 5分3R
○  BJ・ペン vs.  ドゥエイン・ラドウィック ×
1R 1:45 肩固め
第7試合 ROMANEXルール 5分3R
－  ドン・フライ vs.  中尾芳広 －
1R 1:21 ノーコンテスト（偶然のバッティング）
第8試合 ROMANEXルール 5分3R
○  中邑真輔 vs.  アレクセイ・イグナショフ ×
2R 1:51 ギロチンチョーク
第9試合 ROMANEXルール 5分3R
○  藤田和之 vs.  ボブ・サップ ×
1R 2:10 ギブアップ（サッカーボールキック）

## 商標権問題
2004年4月21日の大会発表当初から5月19日まで「K-1 MMA Championship ROMANEX 格闘技世界一決定戦」と銘打たれていた。大会の3日前の5月20日になって「FieLDS ROMANEX」と表記されるようになり、DVDなどの映像ソフトのタイトルも「ROMANEX 格闘技世界一決定戦」として発売された。これは当時K-1と対立関係にあったPRIDEを運営するドリームステージエンターテインメントが総合格闘技大会「MMA THE BEST」を開いていた関係からMMAの商標の登録をしており、大会の3日前にK-1側へMMAの表記を使わないよう求めたためだという。